# Justino Bernad
Justino Bernad Valenzuela (Navarrete del Río, 13 de diciembre de 1868-Madrid, 5 de junio de 1956) fue un abogado y político conservador español.

## Biografía
Nacido en la localidad turolense de Navarrete del Río el 13 de diciembre de 1868, era sobrino de Juan Clemente Bernad Ramírez, diputado nacional y gobernador civil e hijo y hermano de diputados provinciales.
Licenciado en Derecho en la Universidad de Zaragoza, en 1891 se trasladó a Madrid para desarrollar su carrera profesional. En 1898 se presentaría como candidato a diputado en las Cortes de la Restauración, sin resultar elegido. Elegido diputado provincial de Madrid en 1901, en 1903 se convertiría en el presidente de la diputación provincial. Como resultado de unas elecciones parciales en 1909, sustituyó a Manuel Astudillo Sáinz como diputado en Cortes por el distrito de Albarracín. Resultaría elegido diputado en las elecciones de 1914, 1918 y 1920, por los distritos, respectivamente, de Teruel, Mora de Rubielos y, de nuevo, Albarracín. El 3 de septiembre de 1933 resultó elegido vocal suplente para el Tribunal de Garantías Constitucionales. Resultó elegido senador por la provincia de Teruel en 1923. Fue promotor y presidente de la Casa de Aragón en Madrid.
Falleció en Madrid el 5 de junio de 1956.